# 1700 год
1700 (ты́сяча семисо́тый) год  по григорианскому календарю — невисокосный год, начинающийся в пятницу. Это 1700 год нашей эры, 10‑й год 10‑го десятилетия XVII века 2‑го тысячелетия, 1‑й год 1700‑х годов. Он закончился 325 лет назад.
| Пн | Вт | Ср | Чт | Пт | Сб | Вс |
|    |    |    |    | 1  | 2  | 3  |
| 4  | 5  | 6  | 7  | 8  | 9  | 10 |
| 11 | 12 | 13 | 14 | 15 | 16 | 17 |
| 18 | 19 | 20 | 21 | 22 | 23 | 24 |
| 25 | 26 | 27 | 28 | 29 | 30 | 31 |

| Пн | Вт | Ср | Чт | Пт | Сб | Вс |
| 1  | 2  | 3  | 4  | 5  | 6  | 7  |
| 8  | 9  | 10 | 11 | 12 | 13 | 14 |
| 15 | 16 | 17 | 18 | 19 | 20 | 21 |
| 22 | 23 | 24 | 25 | 26 | 27 | 28 |

| Пн | Вт | Ср | Чт | Пт | Сб | Вс |
| 1  | 2  | 3  | 4  | 5  | 6  | 7  |
| 8  | 9  | 10 | 11 | 12 | 13 | 14 |
| 15 | 16 | 17 | 18 | 19 | 20 | 21 |
| 22 | 23 | 24 | 25 | 26 | 27 | 28 |
| 29 | 30 | 31 |    |    |    |    |

| Пн | Вт | Ср | Чт | Пт | Сб | Вс |
|    |    |    | 1  | 2  | 3  | 4  |
| 5  | 6  | 7  | 8  | 9  | 10 | 11 |
| 12 | 13 | 14 | 15 | 16 | 17 | 18 |
| 19 | 20 | 21 | 22 | 23 | 24 | 25 |
| 26 | 27 | 28 | 29 | 30 |    |    |

| Пн | Вт | Ср | Чт | Пт | Сб | Вс |
|    |    |    |    |    | 1  | 2  |
| 3  | 4  | 5  | 6  | 7  | 8  | 9  |
| 10 | 11 | 12 | 13 | 14 | 15 | 16 |
| 17 | 18 | 19 | 20 | 21 | 22 | 23 |
| 24 | 25 | 26 | 27 | 28 | 29 | 30 |
| 31 |    |    |    |    |    |    |

| Пн | Вт | Ср | Чт | Пт | Сб | Вс |
|    | 1  | 2  | 3  | 4  | 5  | 6  |
| 7  | 8  | 9  | 10 | 11 | 12 | 13 |
| 14 | 15 | 16 | 17 | 18 | 19 | 20 |
| 21 | 22 | 23 | 24 | 25 | 26 | 27 |
| 28 | 29 | 30 |    |    |    |    |

| Пн | Вт | Ср | Чт | Пт | Сб | Вс |
|    |    |    | 1  | 2  | 3  | 4  |
| 5  | 6  | 7  | 8  | 9  | 10 | 11 |
| 12 | 13 | 14 | 15 | 16 | 17 | 18 |
| 19 | 20 | 21 | 22 | 23 | 24 | 25 |
| 26 | 27 | 28 | 29 | 30 | 31 |    |

| Пн | Вт | Ср | Чт | Пт | Сб | Вс |
|    |    |    |    |    |    | 1  |
| 2  | 3  | 4  | 5  | 6  | 7  | 8  |
| 9  | 10 | 11 | 12 | 13 | 14 | 15 |
| 16 | 17 | 18 | 19 | 20 | 21 | 22 |
| 23 | 24 | 25 | 26 | 27 | 28 | 29 |
| 30 | 31 |    |    |    |    |    |

| Пн | Вт | Ср | Чт | Пт | Сб | Вс |
|    |    | 1  | 2  | 3  | 4  | 5  |
| 6  | 7  | 8  | 9  | 10 | 11 | 12 |
| 13 | 14 | 15 | 16 | 17 | 18 | 19 |
| 20 | 21 | 22 | 23 | 24 | 25 | 26 |
| 27 | 28 | 29 | 30 |    |    |    |

| Пн | Вт | Ср | Чт | Пт | Сб | Вс |
|    |    |    |    | 1  | 2  | 3  |
| 4  | 5  | 6  | 7  | 8  | 9  | 10 |
| 11 | 12 | 13 | 14 | 15 | 16 | 17 |
| 18 | 19 | 20 | 21 | 22 | 23 | 24 |
| 25 | 26 | 27 | 28 | 29 | 30 | 31 |

| Пн | Вт | Ср | Чт | Пт | Сб | Вс |
| 1  | 2  | 3  | 4  | 5  | 6  | 7  |
| 8  | 9  | 10 | 11 | 12 | 13 | 14 |
| 15 | 16 | 17 | 18 | 19 | 20 | 21 |
| 22 | 23 | 24 | 25 | 26 | 27 | 28 |
| 29 | 30 |    |    |    |    |    |

| Пн | Вт | Ср | Чт | Пт | Сб | Вс |
|    |    | 1  | 2  | 3  | 4  | 5  |
| 6  | 7  | 8  | 9  | 10 | 11 | 12 |
| 13 | 14 | 15 | 16 | 17 | 18 | 19 |
| 20 | 21 | 22 | 23 | 24 | 25 | 26 |
| 27 | 28 | 29 | 30 | 31 |    |    |

С 1 марта разница между юлианским календарём («по старому стилю») и григорианским календарём («по новому стилю») равна 11 дням.

## События
- 1686—1700 — окончание Русско-турецкая война (часть Великой турецкой войны)[1].
  - 3 (14) июля — подписан Константинопольский мирный договор[2].
- 21—22 февраля — начало Северной войны.
  - Датские войска вторглись в Голштинию (союзница Швеции), а армия курфюрста Саксонии и польского короля Августа II осадила Ригу[3].
  - Август — Дания, после того, как англо-голландский флот шведского короля Карла XII нанесло ей поражение, вышла из войны заключив мир со Швецией[3].
- 27 февраля — Уильям Дампир открыл остров Новая Британия в западной части Тихого океана[4].
- Весна — указ Карла XII о прекращении редукции в Прибалтике.
- 18 августа — Травендальский договор.
- 1 ноября — Карл Испанский перед смертью завещал все свои владения второму внуку Людовика Филиппу Анжуйскому (будущему Филиппу V) с условием, чтобы испанская и французская короны никогда не соединялись в одних руках.
- 16 ноября — Пруссия провозглашено королевством.
- Людовик XIV стал от имени Филиппа управлять Испанией. Людовик признал права Филиппа на французский престол, его войска заняли крепости Испанских Нидерландов. Между Францией и Испанией отменены пошлины. Отменены привилегии Англии и Голландии в испанских владениях. Франция отвергла требования Англии и Голландии о предоставлении им торговых привилегий в испанских колониях и французских владениях в Индии. Англия и Голландия поддержали претензии австрийского эрцгерцога Карла на испанский престол.
- Английский парламент запретил ввоз из Индии, Ирана и Китая хлопчатобумажных тканей.
- Присоединение Кильвы к Оману.

## Русское государство
Царствование: 1682—1725 — Пётр I Алексеевич
- 11 января — введение в Русском царстве нового летосчисления. После 31 декабря 7208 года наступило 1 января 1700 года. По указу Петра I в этот день следовало «…в знак доброго начинания и нового столетнего века в веселии друг друга поздравлять с Новым годом… по знатным и проезжим улицам у ворот и домов учинить некоторое украшение от древ и ветвей сосновых, еловых и можжевеловых… чинить стрельбу из небольших пушечек и ружей, пускать ракеты сколько у кого случится, и зажигать огни».
- 14 января — указ Петра I, предписывающий одеваться в европейские одежды[5]
- 20 (30) апреля — строительство кораблей передано казне[6].
- 27 апреля — на воронежской верфи в присутствии царевича Алексея Петровича (сына Петра I), царевны Натальи Алексеевны (сестры Петра I), иностранных послов и других почётных гостей был спущен на воду 58-пушечный корабль «Гото Предестинация», который был построен по чертежам царя.
- В Воронеже были установлены большие железные часы с пятью боевыми колоколами. Это были одни из первых общественных часов в России. В то время их появление в городе означало повышение его статуса.
- 1699—1700 — Украинцев Емельян Игнатьевич в чине чрезвычайного посланника возглавил посольство в Константинополь[7].
  - 14 июля — Константинопольский мирный договор Русского царства с Османской империей, ставший итогом русско-турецкой войны 1686—1700 гг. Россия получила Азов с прилегающими землями и крепостями: Таганрог, Павловск, Миус; ликвидировались турецкие крепости в Приднепровье. Отменена ежегодная дань крымскому хану[8].
- 24 августа — указ Петра I о создании «Приказа рудокопных дел» (другие названия — Приказ рудных дел, Рудный приказ), который был открыт 2 ноября этого же года.
- 19 (30) августа 1700—1721 — Северная война. Пётр I, заключив перемирие с Турцией, объявил войну Швеции[3].
  - Русская армия под руководством генерал-фельдмаршала герцога К. де Кроа двинулось к Нарве[3].
  - 16 (27) сентября — русская армия осадила города-крепости Нарву и Ивангород[9].
  - Карл XII, узнав об отступлении саксонцев от Риги, высадился со своей армией (свыше 32 тыс. чел, 37 орудий) близ Пернова (сов. Пярну) и двинулся к Нарве[3].
  - 20 сентября (1 октября) — начало двух недельной артиллерийской бомбардировки Нарвы, которая не дала результатов (устаревшие орудия и нехватка боеприпасов)[9].
  - 18 (29) ноября — Пётр I уехал в Новгород, возложив командование армией на К. де Кроа[9].
  - 18 (29) ноября — к Нарве подошла шведская армия высадившаяся близ Пернова[9].
  - 19 (30 ноября) — битва при Нарве — первое крупное сражение Северной войны (1700—1721) между русской армией Петра I и шведской армией Карла XII у города Нарва. Русские войска потерпели поражение[3].
  - 20 ноября (1 декабря) — Преображенский, Семёновский полки и дивизия Головина сдерживавших шведов переправились через р. Нарва, после чего шведы разоружили дивизии Вейде и И.Ю. Трубецкого[9].
  - Пётр I в короткий срок восстановил армию, доведя её численность до 40 тысяч человек, при 300 орудиях[3].
- Мазепа Иван Степанович награждён орденом Андрея Первозванного (2-й кавалер ордена), лишён его заочно в 1708 году[10].
- 1700—1703 — Троекуров Иван Борисович глава Палаты об Уложении[11].
- Кузнецкий острог отразил нападение киргизов, томских и кузнецких татар, телеутов и джунгаров[12].

### Руководители приказов[13]
| Года      | Приказ             | Ф,И,О главы                  | Примечания  |
| --------- | ------------------ | ---------------------------- | ----------- |
| 1698-1702 | Аптекарский приказ | Возницын Прокофий Богданович | Думный дьяк |
| 1689-1701 | Стрелецкий приказ  | Троекуров Иван Борисович     |             |
| 1697-1700 | Иноземский приказ  | Шеин Алексей Семёнович       |             |
| 1697-1700 | Пушкарский приказ  | Шеин Алексей Семёнович       |             |
| 1697-1700 | Рейтарский приказ  | Шеин Алексей Семёнович       |             |

#### Воеводы[15]
| Года      | Город    | Ф,И,О воеводы             | Примечания |
| --------- | -------- | ------------------------- | ---------- |
| 1697-1700 | Белгород | Долгоруков Яков Фёдорович | Боярин     |
|           |          |                           |            |
|           |          |                           |            |

## Начало правления
См. также: Список глав государств в 1700 году
- 15 ноября — королём Испании стал Филипп V Бурбон.
- 23 ноября — Климент XI (Клеменс XI) (1649—1721) стал Папой Римским (1700—1721).

## Наука и искусство
- 6 июня — премьера оперы L’inganno vinto dalla Constanza от Attilio Ariosti в Берлине.
- 11 июля — Годфрид Вильгельм Лейбниц основал в Берлине Прусскую академию наук и стал её первым президентом.

## Родились

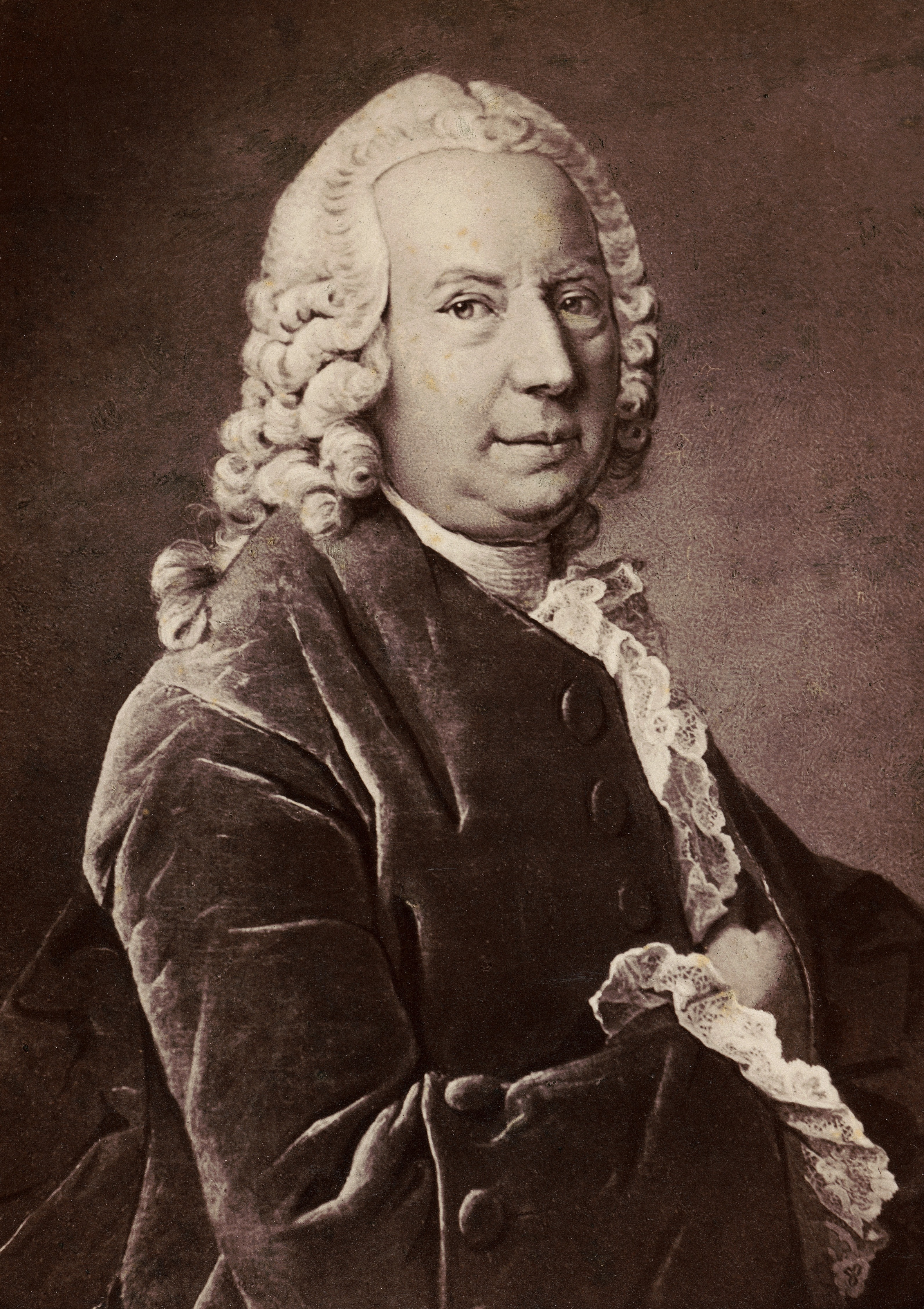
Даниил Бернулли родился 8 февраля

См. также: Категория:Родившиеся в 1700 году
- 2 февраля — Иоганн Кристоф Готтшед, учёный и писатель, который занимает замечательное положение в истории развития немецкой литературы (ум. в 1766)
- 8 февраля — Даниил Бернулли, швейцарский математик (ум. 17 марта 1782)
- 3 марта — Шарль-Йозеф Натуар, французский художник (ум. в 1777)
- 4 марта — Саломон Клайнер, художник и архитектор из Аугсбурга (ум. в 1761)
- 13 марта — Мишель Блаве, французский флейтист и композитор (ум. в 1768)
- 7 мая — Джерард фан Свитен, австрийский медик голландского происхождения
- 17 августа — Клеменс Август Баварский, архиепископ Кёльна (ум. в 1761)

## Скончались
См. также: Категория:Умершие в 1700 году
- 27 марта — Генрих Майбом, немецкий медик (родился в 1638)
- 4 апреля — Генрих фон Меринг, священник и каноник в Кёльне (родился в 1620)
- 12 мая — Джон Драйден, английский поэт, драматург, критик.
- 17 мая — Адам Адаманди Коханский, польский математик (родился в 1631)
- 12 июля — Джеймс Келли, английский пират, казнён.
- 6 августа — Иоганн Беер, австрийский писатель и композитор (родился в 1655)
- 15 сентября — Андрэ Ле Нотр, французский архитектор, специалист по садово-парковой архитектуре (родился в 1613)
- 27 сентября — Иннокентий XII, Папа Римский с 1691.
- 16 (27 октября) — Адриан, Патриарх Московский и всея Руси[16].
- Арман Жан Ле Бутильер де Рансе, основатель Ордена траппистов (родился в 1626)
- 1 ноября — Карл II, король Испании (родился 6 ноября 1661)
- 2 (12) февраля — Шеин Алексей Семёнович, русский государственный и военный деятель, боярин (с 1682), ближний боярин (с 1695)[14].